# Komsomolskaja (metrostation Nizjni Novgorod)
Komsomolskaja (Russisch: Комсомольская) is een station van de metro van Nizjni Novgorod. Het station werd geopend op 8 augustus 1987 en was twee jaar lang het zuidelijke eindpunt van de Avtozavodskaja-lijn. Het metrostation bevindt zich onder de Prospekt Lenina (Leninlaan), op het terrein van de autofabriek GAZ in het zuiden van Nizjni Novgorod. Zijn naam ("Komsomol") dankt het station aan een van de toegangen van de autofabriek, de Komsomolskaja Prochodnaja (Komsomoltoegang). Oorspronkelijk zou het station Avtozavodskaja ("Autofabriek") heten, een naam die uiteindelijk aan een ander station werd gegeven.
Het station is ondiep gelegen en beschikt over een perronhal met witmarmeren zuilen. De wanden langs de sporen zijn afgewerkt met natuursteen in diverse kleuren. De naam van het station is aangebracht in metalen letters, die gebaseerd zijn op het lettertype waarin de titel van de krant Komsomolskaja Pravda is gezet.